# Externer Skaleneffekt
Externe Skaleneffekte (auch Größenvorteile, englisch external economies of scale) beschreiben die Senkung der Produktionskosten pro Einheit innerhalb einer Branche, die durch verschiedene Faktoren verursacht werden kann. Diese sind in der Regel unabhängig vom einzelnen Unternehmen. Weiterhin sind sie ein Grund für Außenhandel und fördern inter- statt intranationalen Handel.

## Alternative Definitionen
„Die Durchschnittskosten hängen von der Produktionsmenge eines Sektors ab, der aus mehreren Einzelunternehmen besteht. Die Vorteile degressiver Kosten werden aufgrund von Synergien im Rahmen des gesamten Sektors realisiert. Gründe dafür sind z. B. Technologietransfer, Humankapitalbildung in Form spezifischer Qualifizierung und das Entstehen von Vorleistungssektoren.“

## Gründe für Externe Skaleneffekte
Externe Skaleneffekte entstehen, wenn mehrere Unternehmen einer Branche sich in räumlicher Nähe zueinander niederlassen. Vor mehr als achtzig Jahren hat Alfred Marshall (Ökonom) diese sogenannten „Industriebezirke“ untersucht und beschrieben. Er hat bestimmte Hauptgründe genannt, weshalb eine Anhäufung von Unternehmen effizienter ist als verstreute einzelne Unternehmen. Die wichtigsten davon sind nachfolgend beschrieben.

### Spezialisierte Anbieter
Die räumliche Konzentration eines Sektors sowie zunehmende Größe desselben ermöglichen die Existenz von spezialisierter Vorleistungs- und Investitionsgüterindustrie. Die Vorleistungs- und Investitionsgüter verbilligen sich aufgrund von steigendem Wettbewerb unter den spezialisierten Anbietern. Mit Wachsen der Industrie steigt so auch die Zahl nahe gelegener Zulieferbetriebe.

### Wissensexternalitäten
Eine Grundvoraussetzung für Wachstum in innovativen Branchen ist Wissen. Der Wissens- und Technologietransfer steigt mit zunehmender Größe eines Sektors. Eigene Forschung und Entwicklung, informeller Austausch untereinander ebenso wie die Auseinandersetzung mit Produkten der Konkurrenz können Spezialwissen schaffen. Dieses wiederum wirkt sich positiv auf die Entwicklung der Produktions- und Durchschnittskosten aus.

### Arbeitskraft-Pooling
Durch geografische Dichte an spezialisierten Arbeitskräften ist es sowohl für die Arbeitgeber als auch Arbeitnehmer einfacher, Beschäftigte bzw. Beschäftigung zu finden. Dieser Vorteil spiegelt sich ebenfalls in niedrigen Produktionskosten wider. Mit Expandieren der Branche entstehen höhere Zahlen entsprechend qualifizierter Arbeitskräfte.
Diese Gründe finden sich nur, sobald innerhalb eines Landes tatsächlich eine große Branche vorhanden ist.

## Einordnung
Skaleneffekte bezeichnet man als „Economies of Scale“ oder „steigende Skalenerträge“. Es wird differenziert zwischen internen und externen Skaleneffekten, da es zwischen beiden beträchtliche Unterschiede gibt. Interne Skaleneffekte fallen nur auf Unternehmensebene an, externe hingegen auf Branchenebene. Steigende Skalenerträge bedeuten mit steigender Ausbringungsmenge sinkende Erzeugungskosten pro Produktionseinheit.
Größenvorteile ist als Oberbegriff zu sehen, weil er alle Vorteile beinhaltet wie zum Beispiel Rabatt auf größere Einkaufsmengen, die durch zunehmende Größe des Unternehmens, einer Branche oder Ausbreitung auf Länderebene entstehen.

## Beispiel
Wenn eine Branche am Anfang zehn Unternehmen beschäftigt, die jeweils vierzig Produkte herstellen, werden durch diese Branche insgesamt 400 (10×40) Produkte hergestellt. Wenn nun dieselbe Branche um das Doppelte wächst, gibt es zwanzig Unternehmen, die pro Stück vierzig Produkte herstellen. Insgesamt gibt es somit also 800 (20×40) Produkte. Es ist sehr wahrscheinlich, dass dadurch die Produktionskosten, die für alle Unternehmen anfallen, sinken. Dies geschieht, da spezielle Investitionsgüter und Dienstleistungen zu niedrigeren Preisen an die produzierenden Unternehmen angeboten werden. Somit sinken die Kosten für die ganze Branche und man spricht von externen Skaleneffekten.